# Bombus amurensis
Bombus amurensis es un abejorro perteneciente al subgénero Subterraneobombus, descrito por primera vez por Radoszkowski en 1862. Vive principalmente en China, Mongolia y el extremo sureste de Rusia.

## Descripción
Bombus amurensis tiene pelo negro corto en la cabeza (con una mezcla de pelo amarillo en los machos), amarillo en la parte superior del cuerpo, excepto por una mancha negra en forma de anillo en el centro entre los soportes de las alas, y amarillo incluso en la parte trasera.